# Азенкур
Азенкур (фр. Azincourt) је насељено место у Француској у региону Север-Па де Кале, у департману Па де Кале.
По подацима из 2011. године у општини је живело 305 становника, а густина насељености је износила 36,05 становника/km².
Место је познато као локација битке код Азенкура, која се догодила током Стогодишњег рата, 25. октобра 1415. Данас се у месту налази музеј посвећен том догађају.

## Демографија
| 1962. | 1968. | 1975. | 1982. | 1990. | 2011. |
| ----- | ----- | ----- | ----- | ----- | ----- |
| 227   | 220   | 210   | 228   | 250   | 305   |